# Ялунг-Канг
Ялунг-Канг (англ. Yalung Kang) — друга за висотою вершина в масиві Канченджанґа, після головної вершини, висотою 8505 м н.р.м.

## Загальні відомості
Гора також відома як Канченджанґа Західна — західна вершина Канченджанґи. Вперше була підкорена 14 травня 1973 року японськими альпіністами Yutaka Ageta i Takao Matsuda.

## Виноски
1. ↑  Yalung Kang, Nepal (англ.). Peakbagger.com[d]. Процитовано 04-02-2017.
2. ↑   Amer. Alpine Journal. — 1974. — Vol. 19, No 48. — P. 202—204.